# Martha Steffy Browne
Martha Steffy Browne (geboren als Martha Stephanie Braun 12. Dezember 1898 in Wien, Österreich-Ungarn; gestorben 2. März 1990 in New York) war eine österreichisch-amerikanische Wirtschaftswissenschaftlerin.

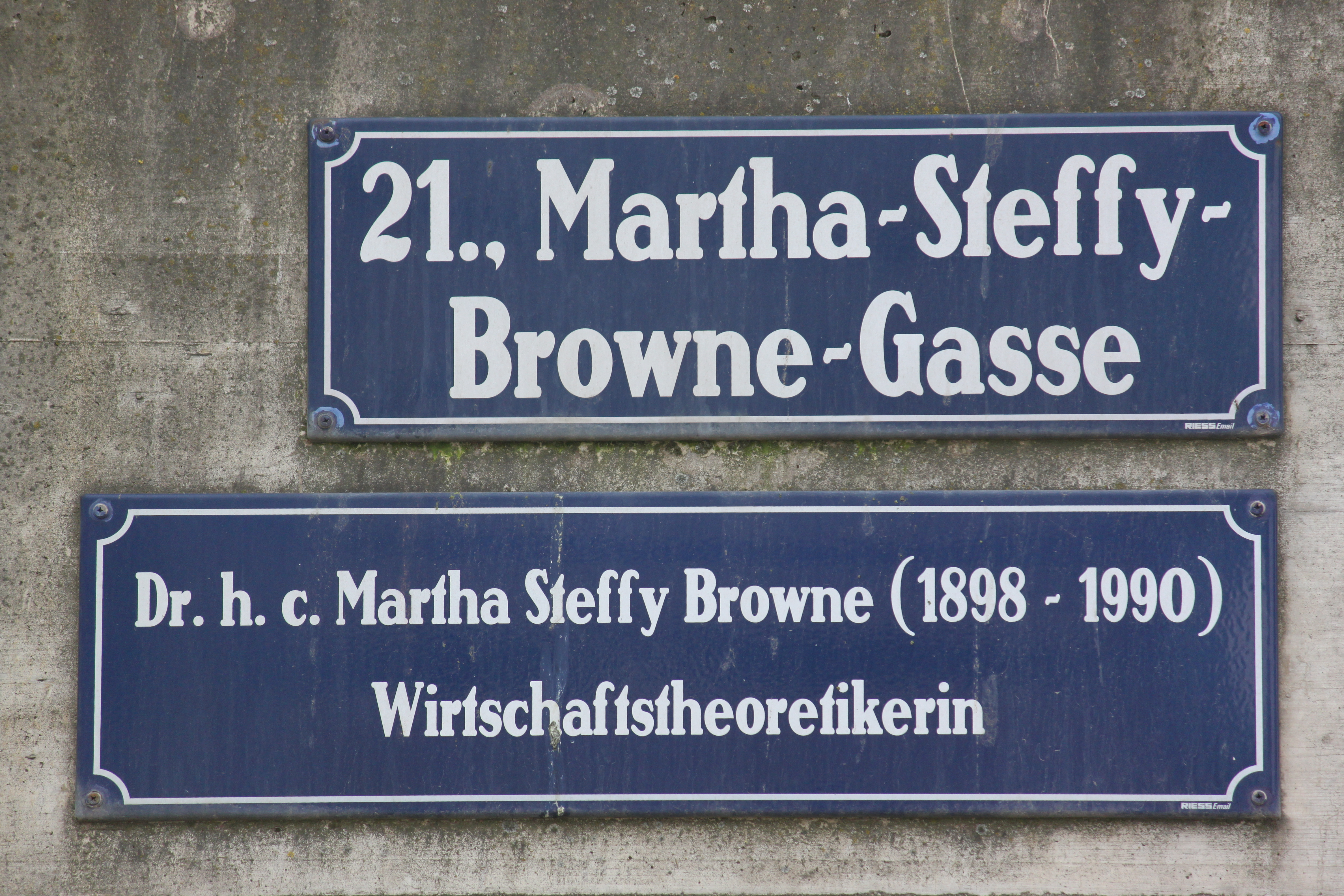
Martha-Steffy-Browne-Gasse in Wien

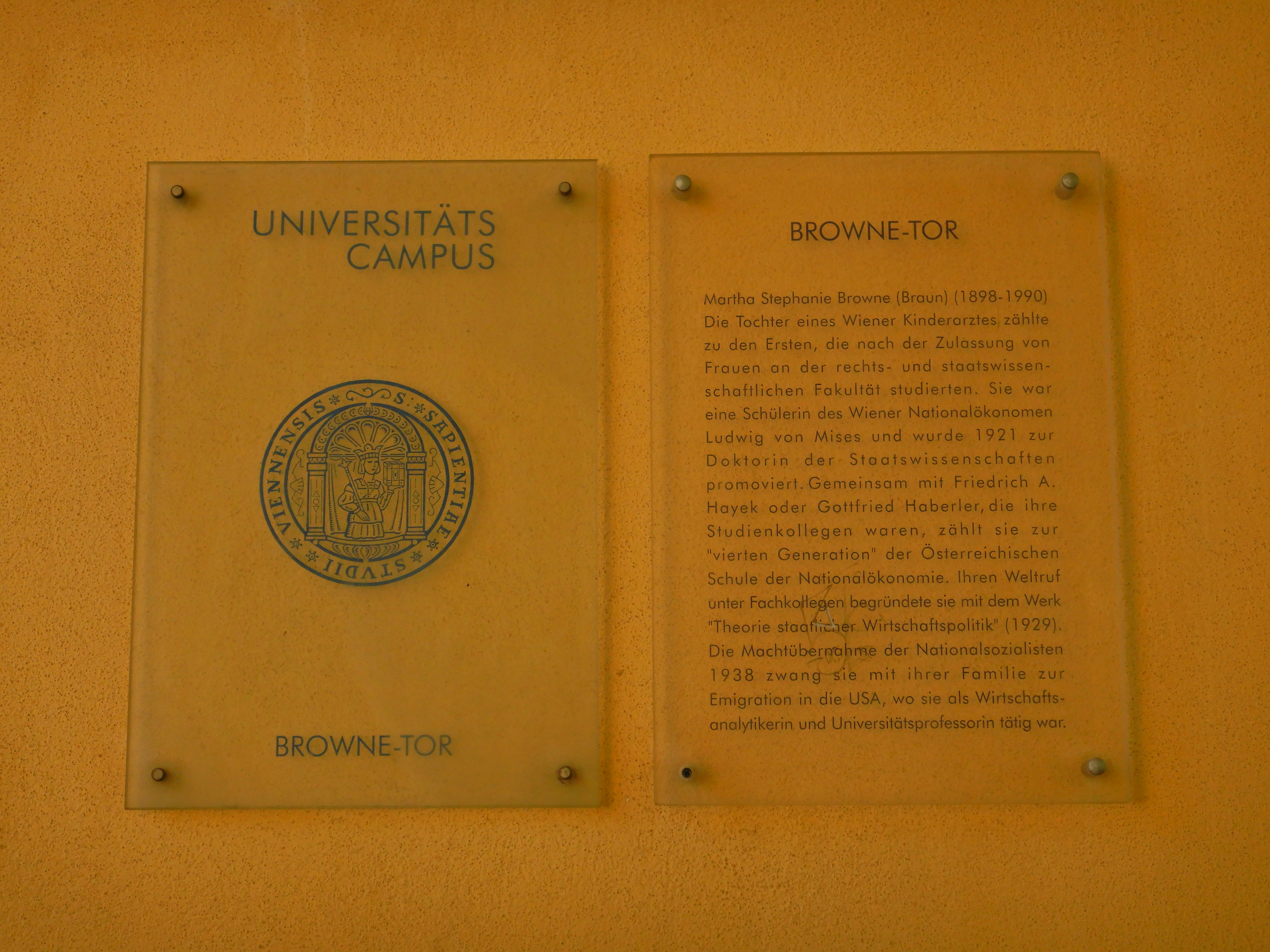
Gedenktafel für Martha Steffy Browne auf dem Campus der Universität Wien

## Leben
Martha Stephanie Braun wurde 1921 an der Universität Wien als einer der ersten Frauen zum Dr. der Staatswissenschaften promoviert. Sie gehörte zur sogenannten Österreichischen Schule der Nationalökonomie und besuchte ein Seminar von Ludwig von Mises zusammen mit Friedrich von Hayek, Gottfried Haberler und Oskar Morgenstern. 1939 emigrierte sie in die USA. Hier lehrte sie von 1947 bis zum Ruhestand 1969 am Brooklyn College, danach bis 1981 an der New York University School of Continuing Education.
Martha Steffy Browne wurde 1989 zur Ehrendoktorin der Universität Wien im Bereich Nationalökonomie ernannt. Das Browne-Tor auf dem Campus der Universität Wien trägt seit 1998 ihren Namen. Die Martha-Steffy-Browne-Gasse in Wien-Großjedlersdorf ist seit 2002 nach ihr benannt.

## Werk
Martha Stephanie Braun (später Steffy Browne) formulierte in der Monographie „Theorie der staatlichen Wirtschaftspolitik“ ihre wirtschaftspolitischen Ansichten. Sie beschäftigt sich mit Maßnahmen der Ablaufspolitik mit Hilfe der „Ziel-Mittel Analyse“. Jan Tinbergen formalisierte diese Analyse und wurde unter anderem hierfür mit dem Wirtschaftsnobelpreis geehrt. Bei dieser Untersuchung geht man von den Zielen aus und untersucht die nötigen Instrumente mit ihren Wirkungen. Als Grundlage dient die Wert- und Preistheorie der österreichischen Schule und es werden einzelne Maßnahmen der Nachfrage-, Angebots- und Preisgestaltung untersucht.
Andere Vertreter der österreichischen Schule wie Hayek lehnten jedoch größere staatliche Eingriffe ab und setzten sich für eine liberale Ordnungspolitik ein, die bis heute mit der österreichischen Schule assoziiert wird.

## Veröffentlichungen (Auswahl)
- Die Doppelnote. Währungspolitische Projekte der Nachkriegszeit (1918-1922). Duncker & Humblot, München 1923. Schriften des Vereins für Sozialpolitik, Band 165, S. 106–165
- Theorie der staatlichen Wirtschaftspolitik. Deuticke, Leipzig, Wien 1929 (Wiener staats- und rechtswissenschaftliche Studien Bd. 15). - Besprechung: W. Röpke in: Zeitschrift für Nationalökonomie Bd. 2, 1930, S. 150–154.
- Frauenbewegung, Frauenbildung und Frauenarbeit in Österreich. Hrsg. im Auftrag des Bundes Österreichischer Frauenvereine von Martha Stephanie Braun. Selbstverlag des Bundes österreichischer Frauenvereine, Wien 1930